# ادی کوالا
ادی کوالا در اریتره است که در ادی کوالا سوبرجین واقع شده‌است.